# Drena
Drena település Olaszországban, Trento megyében. Lakosainak száma 594 fő (2023. január 1.). Drena Arco, Cavedine, Villa Lagarina és Dro községekkel határos.

## Népesség
A település népességének változása:
| Lakosok száma | 572  | 574  | 594  |
|               | 2017 | 2018 | 2023 |